# ラービア・アダウィーヤ
ラービア・アダウィーヤ(アラビア語: رابعة العدوية 8世紀頃)は、アラブのスーフィー(イスラーム神秘主義者)である。

## 生涯
ラービア・アダウィーヤが活躍した8世紀頃の文献はまったく存在しないこともあり、この人物の生涯についてはほとんど不明であるが、一説によれば714年から718年にかけて出生したといわれている。しかし、ラービア・アダウィーヤの伝記を著したルキア・エラルーイ・コーネルによれば生没年はまったく不明という。よく観られる生没年はかなり後の時代に記載されたものであり、出所も不明である。
ラービア・アダウィーヤの一次資料はまったく存在せず、断片さえも発見できない。当時の目撃証言もなく、生涯を示す証拠も残っていないため真のラービアの実態は不明である。
数々の伝承が存在しているが12世紀から13世紀ペルシアのスーフィーであるファリードゥッディーン・アッタールが書いた文献が最も主要な資料とされる。アッタールの著作はほとんど神話に近いが、ラービア・アダウィーヤの人物伝に大きな影響を与えた。
通説ではラービアはイラクのバスラで4番目の子として生まれたとされる。
出生年は710年代頃であり、貧しい家庭であったと伝わる。一説によればイラクのカイス族出身ともいわれている。父の死後に禁欲主義者になって砂漠で神への祈りの日々を送った。
数多くある神話のひとつのなかで、奴隷だったラービアが光に包まれながら祈る姿を見た奴隷主が、ラービアを聖人であることを悟って奴隷から解放したという逸話がある。
伝説によれば80代の頃にバスラで病没した。

## 概説
ラービア・アダウィーヤは実証的な存在が証明されていない人物であるにもかかわらず、神話化されて後年に名が残った。
その極度の美徳および敬虔さによって高名であった。熱心な禁欲主義者であり、昼夜を通して1000回もの礼拝を行ったと伝わっている。自己否定および神への献身に熱心であった。ラービアは神への強い愛を持ち、人生を神に捧げることで知られていた。ラービアは神への献身に加えて顕著な謙虚さを持ち、その倫理観でも多くの人々に愛されていた。結婚を否定して生涯にわたって独身を貫いた独身主義者であった。一人で生き、神だけを愛したラービアは、その宗教的情熱でイスラーム教徒の手本となったことで多くの人々から崇拝されることになった。
ラービア・アダウィーヤが最終的に至った結論はイスラーム神秘主義愛であった。それは俗世の愛を否定し、ひたすらイスラーム神秘主義における神との合一を唱える。
またラービアはイスラーム神秘主義詩を詩作したとされている。ラービアの名を冠した詩はあるが、実際の出所は不明である。ラービア・アダウィーヤの伝説や詩はイスラームの人々に影響を与えた。今日ではラービアは一部で聖人として敬われている。